# Olympische Sommerspiele 2024/Basketball – Mannschaft (Frauen)
Das Basketballturnier der Frauen bei den Olympischen Spielen 2024 wurde vom 28. Juli bis 11. August ausgetragen. Insgesamt nahmen zwölf Mannschaften teil. 
Die Basketballerinnen von Goldfavorit USA konnten durch ein schwer erkämpftes 67:66 im Finale von Paris über Gastgeber Frankreich bereits zum achten Mal hintereinander den Olympiasieg im Basketball der Frauen feiern. Die Bronzemedaille holten die Basketballerinnen aus Australien nach einem 85:81-Sieg über Belgien im Spiel um Bronze.

## Qualifikation
| Qualifikationswettbewerb       | Datum                    | Ort       | Plätze | Qualifizierte Teams |
| ------------------------------ | ------------------------ | --------- | ------ | ------------------- |
| Gastgeber                      | —                        | —         | 1      | Frankreich          |
| Weltmeisterschaft 2022         | 22. – 30. September 2022 | Sydney    | 1      | Vereinigte Staaten  |
| Olympia-Qualifikationsturniere | 8. – 11. Februar 2024    | Belém     | 3      | Australien          |
| Olympia-Qualifikationsturniere | 8. – 11. Februar 2024    | Belém     | 3      | Deutschland         |
| Olympia-Qualifikationsturniere | 8. – 11. Februar 2024    | Belém     | 3      | Serbien             |
| Olympia-Qualifikationsturniere | 8. – 11. Februar 2024    | Sopron    | 3      | Japan               |
| Olympia-Qualifikationsturniere | 8. – 11. Februar 2024    | Sopron    | 3      | Spanien             |
| Olympia-Qualifikationsturniere | 8. – 11. Februar 2024    | Sopron    | 3      | Kanada              |
| Olympia-Qualifikationsturniere | 8. – 11. Februar 2024    | Xi’an     | 2      | China               |
| Olympia-Qualifikationsturniere | 8. – 11. Februar 2024    | Xi’an     | 2      | Puerto Rico         |
| Olympia-Qualifikationsturniere | 8. – 11. Februar 2024    | Antwerpen | 2      | Belgien             |
| Olympia-Qualifikationsturniere | 8. – 11. Februar 2024    | Antwerpen | 2      | Nigeria             |
| Gesamt                         | Gesamt                   | Gesamt    | 12     | 12                  |

## Gruppenphase

### Gruppe A
| Platz | Team        | Spiele | Siege | Ndlg. | Körbe   | Diff. | Punkte |
| ----- | ----------- | ------ | ----- | ----- | ------- | ----- | ------ |
| 1.    | Spanien     | 3      | 3     | 0     | 223:213 | +10   | 6      |
| 2.    | Serbien     | 3      | 2     | 1     | 201:184 | +17   | 5      |
| 3.    | China       | 3      | 1     | 2     | 228:229 | −1    | 4      |
| 4.    | Puerto Rico | 3      | 0     | 3     | 175:201 | −26   | 3      |

| 28. Juli 2024 13:30 Uhr | | Spanien | 90 – 89                                                       | China | Stade Pierre-Mauroy, Lille Zuschauer: 27.021 Schiedsrichter: Viola Gyorgyi (NOR), Maripier Malo (CAN), Péter Praksch (HUN) |
| 28. Juli 2024 13:30 Uhr | Punkte pro Viertel: 13:22, 20:15, 20:22, 23:17. Overtime/s: 14:13 Punkte pro Halbzeit: 33:37, 43:39.. Overtime/s: 14:13 |         |                                                               |       | Stade Pierre-Mauroy, Lille Zuschauer: 27.021 Schiedsrichter: Viola Gyorgyi (NOR), Maripier Malo (CAN), Péter Praksch (HUN) |
| 28. Juli 2024 13:30 Uhr | Punkte: Gustafson 29 Rebounds: Gustafson 8 Assists: Casas 8                                                             |         | Punkte: Yueru Li 31 Rebounds: Yueru Li 15 Assists: Meng Li 11 |       | Stade Pierre-Mauroy, Lille Zuschauer: 27.021 Schiedsrichter: Viola Gyorgyi (NOR), Maripier Malo (CAN), Péter Praksch (HUN) |
| 28. Juli 2024 13:30 Uhr | |         |                                                               |       | Stade Pierre-Mauroy, Lille Zuschauer: 27.021 Schiedsrichter: Viola Gyorgyi (NOR), Maripier Malo (CAN), Péter Praksch (HUN) |

| 28. Juli 2024 21:00 Uhr |                                                                                  | Serbien | 58 – 55                                                                          | Puerto Rico | Stade Pierre-Mauroy, Lille Zuschauer: 15.324 Schiedsrichter: Maj Forsberg (DEN), James Boyer (AUS), Yann Davidson (MAD) |
| 28. Juli 2024 21:00 Uhr | Punkte pro Viertel: 23:15, 20:11, 12:10, 3:19 Punkte pro Halbzeit: 43:26, 15:29. |         |                                                                                  |             | Stade Pierre-Mauroy, Lille Zuschauer: 15.324 Schiedsrichter: Maj Forsberg (DEN), James Boyer (AUS), Yann Davidson (MAD) |
| 28. Juli 2024 21:00 Uhr | Punkte: Stanković 15 Rebounds: Stanković 10 Assists: Anderson 8                  |         | Punkte: San Antonio 11 Rebounds: Melendez, Roma, Hollingshed 6 Assists: Rosado 7 |             | Stade Pierre-Mauroy, Lille Zuschauer: 15.324 Schiedsrichter: Maj Forsberg (DEN), James Boyer (AUS), Yann Davidson (MAD) |
| 28. Juli 2024 21:00 Uhr |                                                                                  |         |                                                                                  |             | Stade Pierre-Mauroy, Lille Zuschauer: 15.324 Schiedsrichter: Maj Forsberg (DEN), James Boyer (AUS), Yann Davidson (MAD) |

| 31. Juli 2024 11:00 Uhr |                                                                                 | Puerto Rico | 62 – 63                                                      | Spanien | Stade Pierre-Mauroy, Lille Zuschauer: 23.942 Schiedsrichter: Andres Bartel (URU), Mairpier Malo (CAN), Yevgeniy Mikheyev (KAZ) |
| 31. Juli 2024 11:00 Uhr | Punkte pro Viertel: 9:18, 16:21, 19:5, 18:19 Punkte pro Halbzeit: 25:39, 37:24. |             |                                                              |         | Stade Pierre-Mauroy, Lille Zuschauer: 23.942 Schiedsrichter: Andres Bartel (URU), Mairpier Malo (CAN), Yevgeniy Mikheyev (KAZ) |
| 31. Juli 2024 11:00 Uhr | Punkte: Guirantes 15 Rebounds: Hollingshed 12 Assists: Guirantes 4              |             | Punkte: Gustafson 18 Rebounds: Gustafson 13 Assists: Ortiz 4 |         | Stade Pierre-Mauroy, Lille Zuschauer: 23.942 Schiedsrichter: Andres Bartel (URU), Mairpier Malo (CAN), Yevgeniy Mikheyev (KAZ) |
| 31. Juli 2024 11:00 Uhr |                                                                                 |             |                                                              |         | Stade Pierre-Mauroy, Lille Zuschauer: 23.942 Schiedsrichter: Andres Bartel (URU), Mairpier Malo (CAN), Yevgeniy Mikheyev (KAZ) |

| 31. Juli 2024 13:30 Uhr |                                                                                     | China | 59 – 81                                                        | Serbien | Stade Pierre-Mauroy, Lille Zuschauer: 23.942 Schiedsrichter: Martin Vulić (CRO), Maj Forsberg (DEN), James Boyer (AUS) |
| 31. Juli 2024 13:30 Uhr | Punkte pro Viertel: 17:23, 22:22, 11:17, 9:19 Punkte pro Halbzeit: 39:45, 20:36.    |       |                                                                |         | Stade Pierre-Mauroy, Lille Zuschauer: 23.942 Schiedsrichter: Martin Vulić (CRO), Maj Forsberg (DEN), James Boyer (AUS) |
| 31. Juli 2024 13:30 Uhr | Punkte: Siyu Wang, Xu Han 11 Rebounds: Yueru Li 11 Assists: Siyu Wang, Liwei Yang 5 |       | Punkte: Anderson 15 Rebounds: Krajisnik 11 Assists: Anderson 6 |         | Stade Pierre-Mauroy, Lille Zuschauer: 23.942 Schiedsrichter: Martin Vulić (CRO), Maj Forsberg (DEN), James Boyer (AUS) |
| 31. Juli 2024 13:30 Uhr |                                                                                     |       |                                                                |         | Stade Pierre-Mauroy, Lille Zuschauer: 23.942 Schiedsrichter: Martin Vulić (CRO), Maj Forsberg (DEN), James Boyer (AUS) |

| 3. August 2024 11:00 Uhr |                                                                                   | China | 80 – 58                                                        | Puerto Rico | Stade Pierre-Mauroy, Lille Zuschauer: 26.595 Schiedsrichter: Omar Bermúdez (MEX), Rabah Noujaim (LBN), Maripier Malo (CAN) |
| 3. August 2024 11:00 Uhr | Punkte pro Viertel: 17:11, 23:18, 22:16, 18:13 Punkte pro Halbzeit: 40:29, 40:29. |       |                                                                |             | Stade Pierre-Mauroy, Lille Zuschauer: 26.595 Schiedsrichter: Omar Bermúdez (MEX), Rabah Noujaim (LBN), Maripier Malo (CAN) |
| 3. August 2024 11:00 Uhr | Punkte: Meng Li 18 Rebounds: Xu Han 9 Assists: Meng Li 7                          |       | Punkte: Guirantes 20 Rebounds: Hollingshed 8 Assists: Rosado 5 |             | Stade Pierre-Mauroy, Lille Zuschauer: 26.595 Schiedsrichter: Omar Bermúdez (MEX), Rabah Noujaim (LBN), Maripier Malo (CAN) |
| 3. August 2024 11:00 Uhr |                                                                                   |       |                                                                |             | Stade Pierre-Mauroy, Lille Zuschauer: 26.595 Schiedsrichter: Omar Bermúdez (MEX), Rabah Noujaim (LBN), Maripier Malo (CAN) |

| 3. August 2024 13:30 Uhr |                                                                                    | Serbien | 62 – 70                                               | Spanien | Stade Pierre-Mauroy, Lille Zuschauer: 26.595 Schiedsrichter: Takaki Kato (JPN), Viola Gyorgyi (NOR), Yann Davidson (MAD) |
| 3. August 2024 13:30 Uhr | Punkte pro Viertel: 13:16, 15:21, 10:18, 24:15 Punkte pro Halbzeit: 28:37:, 34:33. |         |                                                       |         | Stade Pierre-Mauroy, Lille Zuschauer: 26.595 Schiedsrichter: Takaki Kato (JPN), Viola Gyorgyi (NOR), Yann Davidson (MAD) |
| 3. August 2024 13:30 Uhr | Punkte: Anderson 18 Rebounds: Stanković 5 Assists: Anderson 7                      |         | Punkte: Conde 15 Rebounds: Gustafson 9 Assists: Gil 7 |         | Stade Pierre-Mauroy, Lille Zuschauer: 26.595 Schiedsrichter: Takaki Kato (JPN), Viola Gyorgyi (NOR), Yann Davidson (MAD) |
| 3. August 2024 13:30 Uhr |                                                                                    |         |                                                       |         | Stade Pierre-Mauroy, Lille Zuschauer: 26.595 Schiedsrichter: Takaki Kato (JPN), Viola Gyorgyi (NOR), Yann Davidson (MAD) |

### Gruppe B
| Platz | Team       | Spiele | Siege | Ndlg. | Körbe   | Diff. | Punkte |
| ----- | ---------- | ------ | ----- | ----- | ------- | ----- | ------ |
| 1.    | Frankreich | 3      | 2     | 1     | 222:187 | +35   | 5      |
| 2.    | Australien | 3      | 2     | 1     | 211:212 | −1    | 5      |
| 3.    | Nigeria    | 3      | 2     | 1     | 208:207 | +1    | 5      |
| 4.    | Kanada     | 3      | 0     | 3     | 189:224 | −35   | 3      |

| 29. Juli 2024 11:00 Uhr |                                                                                   | Nigeria | 75 – 62                                                 | Australien | Stade Pierre-Mauroy, Lille Zuschauer: 24.023 Schiedsrichter: Amy Bonner (USA), Rabah Noujaim (LBN), Jenna Reneau (USA) |
| 29. Juli 2024 11:00 Uhr | Punkte pro Viertel: 18:17, 23:11, 10:19, 24:15 Punkte pro Halbzeit: 41:28, 34:34. |         |                                                         |            | Stade Pierre-Mauroy, Lille Zuschauer: 24.023 Schiedsrichter: Amy Bonner (USA), Rabah Noujaim (LBN), Jenna Reneau (USA) |
| 29. Juli 2024 11:00 Uhr | Punkte: Kalu 19 Rebounds: Junaiyi-Akpanah, Musa 7 Assists: Amukamara 9            |         | Punkte: Smith 15 Rebounds: Talbot 12 Assists: Talbot 10 |            | Stade Pierre-Mauroy, Lille Zuschauer: 24.023 Schiedsrichter: Amy Bonner (USA), Rabah Noujaim (LBN), Jenna Reneau (USA) |
| 29. Juli 2024 11:00 Uhr |                                                                                   |         |                                                         |            | Stade Pierre-Mauroy, Lille Zuschauer: 24.023 Schiedsrichter: Amy Bonner (USA), Rabah Noujaim (LBN), Jenna Reneau (USA) |

| 29. Juli 2024 17:15 Uhr |                                                                                  | Kanada | 54 – 75                                                    | Frankreich | Stade Pierre-Mauroy, Lille Zuschauer: 20.211 Schiedsrichter: Boris Krejič (SLO), Blanca Burns (USA), Ariadna Chueca (ESP) |
| 29. Juli 2024 17:15 Uhr | Punkte pro Viertel: 18:15, 2:23, 16:15, 18:22 Punkte pro Halbzeit: 20:38, 34:37. |        |                                                            |            | Stade Pierre-Mauroy, Lille Zuschauer: 20.211 Schiedsrichter: Boris Krejič (SLO), Blanca Burns (USA), Ariadna Chueca (ESP) |
| 29. Juli 2024 17:15 Uhr | Punkte: Colley, Nurse 11 Rebounds: Alexander 10 Assists: Colley 6                |        | Punkte: Badiane 13 Rebounds: Badiane 6 Assists: Williams 8 |            | Stade Pierre-Mauroy, Lille Zuschauer: 20.211 Schiedsrichter: Boris Krejič (SLO), Blanca Burns (USA), Ariadna Chueca (ESP) |
| 29. Juli 2024 17:15 Uhr |                                                                                  |        |                                                            |            | Stade Pierre-Mauroy, Lille Zuschauer: 20.211 Schiedsrichter: Boris Krejič (SLO), Blanca Burns (USA), Ariadna Chueca (ESP) |

| 1. August 2024 13:30 Uhr |                                                                                   | Australien | 70 – 65                                                     | Kanada | Stade Pierre-Mauroy, Lille Zuschauer: 20.962 Schiedsrichter: Andres Bartel (URU), Rabah Noujaim (LBN), Jenna Reneau (USA) |
| 1. August 2024 13:30 Uhr | Punkte pro Viertel: 18:16, 20:16, 13:12, 19:21 Punkte pro Halbzeit: 38:32, 32:33. |            |                                                             |        | Stade Pierre-Mauroy, Lille Zuschauer: 20.962 Schiedsrichter: Andres Bartel (URU), Rabah Noujaim (LBN), Jenna Reneau (USA) |
| 1. August 2024 13:30 Uhr | Punkte: Whitcomb 19 Rebounds: Talbot 9 Assists: Whitcomb 10                       |            | Punkte: Carleton 19 Rebounds: Carleton 8 Assists: Achonwa 7 |        | Stade Pierre-Mauroy, Lille Zuschauer: 20.962 Schiedsrichter: Andres Bartel (URU), Rabah Noujaim (LBN), Jenna Reneau (USA) |
| 1. August 2024 13:30 Uhr |                                                                                   |            |                                                             |        | Stade Pierre-Mauroy, Lille Zuschauer: 20.962 Schiedsrichter: Andres Bartel (URU), Rabah Noujaim (LBN), Jenna Reneau (USA) |

| 1. August 2024 17:15 Uhr |                                                                                  | Frankreich | 75 – 54                                               | Nigeria | Stade Pierre-Mauroy, Lille Zuschauer: 17.483 Schiedsrichter: Amy Bonner (USA), Carlos Peralta (ECU), Péter Praksch (HUN) |
| 1. August 2024 17:15 Uhr | Punkte pro Viertel: 24:20, 14:11, 16:8, 21:15 Punkte pro Halbzeit: 38:31, 37:23. |            |                                                       |         | Stade Pierre-Mauroy, Lille Zuschauer: 17.483 Schiedsrichter: Amy Bonner (USA), Carlos Peralta (ECU), Péter Praksch (HUN) |
| 1. August 2024 17:15 Uhr | Punkte: Johannès 15 Rebounds: Badiane 6 Assists: Williams 7                      |            | Punkte: Kalu 18 Rebounds: Musa 9 Assists: Amukamara 5 |         | Stade Pierre-Mauroy, Lille Zuschauer: 17.483 Schiedsrichter: Amy Bonner (USA), Carlos Peralta (ECU), Péter Praksch (HUN) |
| 1. August 2024 17:15 Uhr |                                                                                  |            |                                                       |         | Stade Pierre-Mauroy, Lille Zuschauer: 17.483 Schiedsrichter: Amy Bonner (USA), Carlos Peralta (ECU), Péter Praksch (HUN) |

| 4. August 2024 13:30 Uhr |                                                                                  | Kanada | 70 – 79                                                          | Nigeria | Stade Pierre-Mauroy, Lille Zuschauer: 27.107 Schiedsrichter: Amy Bonner (USA), Blanca Burns (USA), Ariadna Chueca (ESP) |
| 4. August 2024 13:30 Uhr | Punkte pro Viertel: 18:18, 23:19, 5:23, 24:19 Punkte pro Halbzeit: 41:37, 29:42. |        |                                                                  |         | Stade Pierre-Mauroy, Lille Zuschauer: 27.107 Schiedsrichter: Amy Bonner (USA), Blanca Burns (USA), Ariadna Chueca (ESP) |
| 4. August 2024 13:30 Uhr | Punkte: Colley 17 Rebounds: Amihere 11 Assists: 5 Spielerinnen je 2              |        | Punkte: Kalu 21 Rebounds: Kunaiyi-Akpanah 7 Assists: Amukamara 6 |         | Stade Pierre-Mauroy, Lille Zuschauer: 27.107 Schiedsrichter: Amy Bonner (USA), Blanca Burns (USA), Ariadna Chueca (ESP) |
| 4. August 2024 13:30 Uhr |                                                                                  |        |                                                                  |         | Stade Pierre-Mauroy, Lille Zuschauer: 27.107 Schiedsrichter: Amy Bonner (USA), Blanca Burns (USA), Ariadna Chueca (ESP) |

| 4. August 2024 21:00 Uhr |                                                                                   | Australien | 79 – 72                                                    | Frankreich | Stade Pierre-Mauroy, Lille Zuschauer: 27.193 Schiedsrichter: Luis Miguel Castillo (ESP), Maj Forsberg (DEN), Jenna Reneau (USA) |
| 4. August 2024 21:00 Uhr | Punkte pro Viertel: 19:17, 15:17, 25:16, 20:22 Punkte pro Halbzeit: 34:34, 45:38. |            |                                                            |            | Stade Pierre-Mauroy, Lille Zuschauer: 27.193 Schiedsrichter: Luis Miguel Castillo (ESP), Maj Forsberg (DEN), Jenna Reneau (USA) |
| 4. August 2024 21:00 Uhr | Punkte: Madgen 18 Rebounds: Talbot, Magbegor 6 Assists: Whitcomb 7                |            | Punkte: Williams 15 Rebounds: Badiane 6 Assists: Bernies 4 |            | Stade Pierre-Mauroy, Lille Zuschauer: 27.193 Schiedsrichter: Luis Miguel Castillo (ESP), Maj Forsberg (DEN), Jenna Reneau (USA) |
| 4. August 2024 21:00 Uhr |                                                                                   |            |                                                            |            | Stade Pierre-Mauroy, Lille Zuschauer: 27.193 Schiedsrichter: Luis Miguel Castillo (ESP), Maj Forsberg (DEN), Jenna Reneau (USA) |

### Gruppe C
| Platz | Team               | Spiele | Siege | Ndlg. | Körbe   | Diff. | Punkte |
| ----- | ------------------ | ------ | ----- | ----- | ------- | ----- | ------ |
| 1.    | Vereinigte Staaten | 3      | 3     | 0     | 276:218 | +58   | 6      |
| 2.    | Deutschland        | 3      | 2     | 1     | 226:220 | +6    | 5      |
| 3.    | Belgien            | 3      | 1     | 2     | 228:228 | 0     | 4      |
| 4.    | Japan              | 3      | 0     | 3     | 198:262 | –64   | 3      |

| 29. Juli 2024 13:30 Uhr |                                                                                   | Deutschland | 83 – 69                                                           | Belgien | Stade Pierre-Mauroy, Lille Zuschauer: 20.211 Schiedsrichter: Martin Vulić (CRO), Carlos Peralta (ECU), Yann Davidson (MAD) |
| 29. Juli 2024 13:30 Uhr | Punkte pro Viertel: 25:11, 21:14, 14:17, 23:27 Punkte pro Halbzeit: 46:25, 37:44. |             |                                                                   |         | Stade Pierre-Mauroy, Lille Zuschauer: 20.211 Schiedsrichter: Martin Vulić (CRO), Carlos Peralta (ECU), Yann Davidson (MAD) |
| 29. Juli 2024 13:30 Uhr | Punkte: S. Sabally (17) Rebounds: Gülich (7) Assists: Peterson (8)                |             | Punkte: Meesseman (25) Rebounds: Linskens (6) Assists: Vanloo (6) |         | Stade Pierre-Mauroy, Lille Zuschauer: 20.211 Schiedsrichter: Martin Vulić (CRO), Carlos Peralta (ECU), Yann Davidson (MAD) |
| 29. Juli 2024 13:30 Uhr |                                                                                   |             |                                                                   |         | Stade Pierre-Mauroy, Lille Zuschauer: 20.211 Schiedsrichter: Martin Vulić (CRO), Carlos Peralta (ECU), Yann Davidson (MAD) |

| 29. Juli 2024 21:00 Uhr |                                                                                   | Vereinigte Staaten | 102 – 76                                                                                     | Japan | Stade Pierre-Mauroy, Lille Zuschauer: 13.040 Schiedsrichter: Luis Miguel Castillo (ESP), Viola Gyorgyi (NOR), Yevgeniy Mikheyev (KAZ) |
| 29. Juli 2024 21:00 Uhr | Punkte pro Viertel: 22:15, 28:24, 29:18, 23:19 Punkte pro Halbzeit: 50:39, 52:37. |                    |                                                                                              |       | Stade Pierre-Mauroy, Lille Zuschauer: 13.040 Schiedsrichter: Luis Miguel Castillo (ESP), Viola Gyorgyi (NOR), Yevgeniy Mikheyev (KAZ) |
| 29. Juli 2024 21:00 Uhr | Punkte: Wilson 24 Rebounds: Wilson 13 Assists: Gray 13                            |                    | Punkte: Takada 24 Rebounds: Machida, Yamamoto, Hayashi, Akaho 3 Assists: Machida, Yamamoto 5 |       | Stade Pierre-Mauroy, Lille Zuschauer: 13.040 Schiedsrichter: Luis Miguel Castillo (ESP), Viola Gyorgyi (NOR), Yevgeniy Mikheyev (KAZ) |
| 29. Juli 2024 21:00 Uhr |                                                                                   |                    |                                                                                              |       | Stade Pierre-Mauroy, Lille Zuschauer: 13.040 Schiedsrichter: Luis Miguel Castillo (ESP), Viola Gyorgyi (NOR), Yevgeniy Mikheyev (KAZ) |

| 1. August 2024 11:00 Uhr |                                                                                   | Japan | 64 – 75                                                                   | Deutschland | Stade Pierre-Mauroy, Lille Zuschauer: 20.962 Schiedsrichter: Gatis Salins (LAT), Viola Gyorgyi (NOR), Yevgeniy Mikheyev (KAZ) |
| 1. August 2024 11:00 Uhr | Punkte pro Viertel: 16:21, 20:21, 13:17, 15:16 Punkte pro Halbzeit: 36:42, 28:33. |       |                                                                           |             | Stade Pierre-Mauroy, Lille Zuschauer: 20.962 Schiedsrichter: Gatis Salins (LAT), Viola Gyorgyi (NOR), Yevgeniy Mikheyev (KAZ) |
| 1. August 2024 11:00 Uhr | Punkte: Takada 15 Rebounds: Akaho 8 Assists: Machida 9                            |       | Punkte: S. Sabally 33 Rebounds: Gülich, Geiselsöder 10 Assists: Fiebich 6 |             | Stade Pierre-Mauroy, Lille Zuschauer: 20.962 Schiedsrichter: Gatis Salins (LAT), Viola Gyorgyi (NOR), Yevgeniy Mikheyev (KAZ) |
| 1. August 2024 11:00 Uhr |                                                                                   |       |                                                                           |             | Stade Pierre-Mauroy, Lille Zuschauer: 20.962 Schiedsrichter: Gatis Salins (LAT), Viola Gyorgyi (NOR), Yevgeniy Mikheyev (KAZ) |

| 1. August 2024 21:00 Uhr |                                                                                   | Belgien | 74 – 87                                                            | Vereinigte Staaten | Stade Pierre-Mauroy, Lille Zuschauer: 25.044 Schiedsrichter: Wojciech Liszka (POL), Luis Castillo (ESP), Ariadna Chueca (ESP) |
| 1. August 2024 21:00 Uhr | Punkte pro Viertel: 23:23, 15:23, 15:14, 21:27 Punkte pro Halbzeit: 38:46, 36:41. |         |                                                                    |                    | Stade Pierre-Mauroy, Lille Zuschauer: 25.044 Schiedsrichter: Wojciech Liszka (POL), Luis Castillo (ESP), Ariadna Chueca (ESP) |
| 1. August 2024 21:00 Uhr | Punkte: Meesseman 24 Rebounds: Delaere, Linskens 5 Assists: Delaere 8             |         | Punkte: Stewart 26 Rebounds: Wilson 13 Assists: Stewart, Ionescu 5 |                    | Stade Pierre-Mauroy, Lille Zuschauer: 25.044 Schiedsrichter: Wojciech Liszka (POL), Luis Castillo (ESP), Ariadna Chueca (ESP) |
| 1. August 2024 21:00 Uhr |                                                                                   |         |                                                                    |                    | Stade Pierre-Mauroy, Lille Zuschauer: 25.044 Schiedsrichter: Wojciech Liszka (POL), Luis Castillo (ESP), Ariadna Chueca (ESP) |

| 4. August 2024 11:00 Uhr |                                                                                  | Japan | 58 – 85                                                       | Belgien | Stade Pierre-Mauroy, Lille Zuschauer: 25.134 Schiedsrichter: Boris Krejič (SLO), Wojciech Liszka (POL), Péter Praksch (HUN) |
| 4. August 2024 11:00 Uhr | Punkte pro Viertel: 7:19, 16:20, 16:22, 19:24 Punkte pro Halbzeit: 23:39, 35:46. |       |                                                               |         | Stade Pierre-Mauroy, Lille Zuschauer: 25.134 Schiedsrichter: Boris Krejič (SLO), Wojciech Liszka (POL), Péter Praksch (HUN) |
| 4. August 2024 11:00 Uhr | Punkte: Hayashi 13 Rebounds: Akaho 5 Assists: Machida, Miyazaki 4                |       | Punkte: Meesseman 30 Rebounds: Meesseman 11 Assists: Massey 7 |         | Stade Pierre-Mauroy, Lille Zuschauer: 25.134 Schiedsrichter: Boris Krejič (SLO), Wojciech Liszka (POL), Péter Praksch (HUN) |
| 4. August 2024 11:00 Uhr |                                                                                  |       |                                                               |         | Stade Pierre-Mauroy, Lille Zuschauer: 25.134 Schiedsrichter: Boris Krejič (SLO), Wojciech Liszka (POL), Péter Praksch (HUN) |

| 4. August 2024 17:15 Uhr |                                                                                   | Deutschland | 68 – 87                                                              | Vereinigte Staaten | Stade Pierre-Mauroy, Lille Zuschauer: 25.844 Schiedsrichter: Julio Anaya (PAN), Gatis Saliņš (LAT), Viola Györgyi (NOR) |
| 4. August 2024 17:15 Uhr | Punkte pro Viertel: 19:16, 10:25, 17:28, 22:18 Punkte pro Halbzeit: 29:41, 39:46. |             |                                                                      |                    | Stade Pierre-Mauroy, Lille Zuschauer: 25.844 Schiedsrichter: Julio Anaya (PAN), Gatis Saliņš (LAT), Viola Györgyi (NOR) |
| 4. August 2024 17:15 Uhr | Punkte: S. Sabally 15 Rebounds: Geiselsöder 8 Assists: Peterson 4                 |             | Punkte: Young 19 Rebounds: Collier 7 Assists: drei Spielerinnen je 5 |                    | Stade Pierre-Mauroy, Lille Zuschauer: 25.844 Schiedsrichter: Julio Anaya (PAN), Gatis Saliņš (LAT), Viola Györgyi (NOR) |
| 4. August 2024 17:15 Uhr |                                                                                   |             |                                                                      |                    | Stade Pierre-Mauroy, Lille Zuschauer: 25.844 Schiedsrichter: Julio Anaya (PAN), Gatis Saliņš (LAT), Viola Györgyi (NOR) |

## Finalrunde

### Turnierbaum
|  | Viertelfinale             | Viertelfinale             |                           |                            | Halbfinale                 | Halbfinale |  |  | Finale                     | Finale                     |
|  |                           |                           |                           |                            |                            |            |  |  |                            |                            |
|  | 7. August 2024, 18:00 Uhr |                           |                           |                            |                            |            |  |  |                            |                            |
|  | Deutschland               | 71                        |                           |                            |                            |            |  |  |                            |                            |
|  | Deutschland               | 71                        | 9. August 2024, 21:00 Uhr |                            |                            |            |  |  |                            |                            |
|  | Frankreich                | 84                        |                           |                            |                            |            |  |  |                            |                            |
|  | Frankreich                | 84                        | Frankreich                | 81                         |                            |            |  |  |                            |                            |
|  |                           |                           | Frankreich                | 81                         |                            |            |  |  |                            |                            |
|  |                           | Belgien                   | 75                        |                            |                            |            |  |  |                            |                            |
|  | Spanien                   | Belgien                   | 75                        | 66                         |                            |            |  |  |                            |                            |
|  | Spanien                   |                           |                           | 66                         |                            |            |  |  |                            |                            |
|  | Belgien                   | 79                        |                           | 11. August 2024, 15:30 Uhr | 11. August 2024, 15:30 Uhr |            |  |  |                            |                            |
|  | 7. August 2024, 14:30 Uhr | 7. August 2024, 14:30 Uhr | Frankreich                | 66                         |                            |            |  |  |                            |                            |
|  | 7. August 2024, 21:30 Uhr | 7. August 2024, 21:30 Uhr |                           | Vereinigte Staaten         | 67                         |            |  |  |                            |                            |
|  | Nigeria                   | 74                        |                           |                            |                            |            |  |  |                            |                            |
|  | Vereinigte Staaten        | 88                        |                           |                            |                            |            |  |  |                            |                            |
|  | Vereinigte Staaten        | 88                        | Vereinigte Staaten        | 85                         |                            |            |  |  |                            |                            |
|  |                           |                           | Vereinigte Staaten        | 85                         | Spiel um Bronze            |            |  |  |                            |                            |
|  |                           | Australien                | 64                        |                            |                            |            |  |  |                            |                            |
|  | Serbien                   | Australien                | 64                        | 67                         | Belgien                    | 81         |  |  |                            |                            |
|  | Serbien                   | 9. August 2024, 17:30 Uhr |                           | 67                         | Belgien                    | 81         |  |  |                            |                            |
|  | Australien                | 85                        |                           | Australien                 | 85                         |            |  |  |                            |                            |
|  | Australien                | 85                        |                           |                            | 85                         |            |  |  |                            |                            |
|  | 7. August 2024, 11:00 Uhr | 7. August 2024, 11:00 Uhr |                           |                            |                            |            |  |  | 11. August 2024, 11:30 Uhr | 11. August 2024, 11:30 Uhr |

### Viertelfinale
| 7. August 2024 11:00 Uhr | Spielbericht | Serbien                                                                           | 67 – 85 | Australien                                                        | Bercy Arena, Paris Zuschauer: 12.337 Schiedsrichter: Martin Vulić (CRO), Ariadna Chueca (ESP), Yevgeniy Mikheyev (KAZ) |
| 7. August 2024 11:00 Uhr | Spielbericht | Punkte pro Viertel: 19:26, 13:22, 16:24, 19:13 Punkte pro Halbzeit: 32:48, 35:37. |         |                                                                   | Bercy Arena, Paris Zuschauer: 12.337 Schiedsrichter: Martin Vulić (CRO), Ariadna Chueca (ESP), Yevgeniy Mikheyev (KAZ) |
| 7. August 2024 11:00 Uhr | Spielbericht | Punkte: J. Nogić 17 Rebounds: I. Raca 7 Assists: Y. Anderson, D. Stanković 5      |         | Punkte: A. Smith 22 Rebounds: A. Smith 13 Assists: J. Melbourne 5 | Bercy Arena, Paris Zuschauer: 12.337 Schiedsrichter: Martin Vulić (CRO), Ariadna Chueca (ESP), Yevgeniy Mikheyev (KAZ) |
| 7. August 2024 11:00 Uhr | Spielbericht |                                                                                   |         |                                                                   | Bercy Arena, Paris Zuschauer: 12.337 Schiedsrichter: Martin Vulić (CRO), Ariadna Chueca (ESP), Yevgeniy Mikheyev (KAZ) |

| 7. August 2024 14:30 Uhr | Spielbericht | Spanien                                                                           | 66 – 79 | Belgien                                                                                        | Bercy Arena, Paris Zuschauer: 11.852 Schiedsrichter: Matthew Kallio (CAN), Jenna Reneau (USA), Maripier Malo (CAN) |
| 7. August 2024 14:30 Uhr | Spielbericht | Punkte pro Viertel: 26:26, 11:22, 12:19, 17:12 Punkte pro Halbzeit: 37:48, 29:31. |         |                                                                                                | Bercy Arena, Paris Zuschauer: 11.852 Schiedsrichter: Matthew Kallio (CAN), Jenna Reneau (USA), Maripier Malo (CAN) |
| 7. August 2024 14:30 Uhr | Spielbericht | Punkte: M. Gustafson 21 Rebounds: M. Gustafson 7 Assists: M. Gustafson 5          |         | Punkte: E. Meesseman, K. Linskens 19 Rebounds: E. Meesseman 9 Assists: A. Delaere, J. Vanloo 7 | Bercy Arena, Paris Zuschauer: 11.852 Schiedsrichter: Matthew Kallio (CAN), Jenna Reneau (USA), Maripier Malo (CAN) |
| 7. August 2024 14:30 Uhr | Spielbericht |                                                                                   |         |                                                                                                | Bercy Arena, Paris Zuschauer: 11.852 Schiedsrichter: Matthew Kallio (CAN), Jenna Reneau (USA), Maripier Malo (CAN) |

| 7. August 2024 18:00 Uhr | Spielbericht | Deutschland                                                                       | 71 – 84 | Frankreich                                                   | Bercy Arena, Paris Zuschauer: 12.399 Schiedsrichter: Amy Bonner (USA), Carlos Peralta (ECU), Blanca Burns (USA) |
| 7. August 2024 18:00 Uhr | Spielbericht | Punkte pro Viertel: 19:23, 14:22, 16:21, 22:18 Punkte pro Halbzeit: 33:45, 38:39. |         |                                                              | Bercy Arena, Paris Zuschauer: 12.399 Schiedsrichter: Amy Bonner (USA), Carlos Peralta (ECU), Blanca Burns (USA) |
| 7. August 2024 18:00 Uhr | Spielbericht | Punkte: N. Sabally 20 Rebounds: N. Sabally 13 Assists: Peterson, Fiebich 3        |         | Punkte: Johannes 24 Rebounds: Williams 6 Assists: Williams 5 | Bercy Arena, Paris Zuschauer: 12.399 Schiedsrichter: Amy Bonner (USA), Carlos Peralta (ECU), Blanca Burns (USA) |
| 7. August 2024 18:00 Uhr | Spielbericht |                                                                                   |         |                                                              | Bercy Arena, Paris Zuschauer: 12.399 Schiedsrichter: Amy Bonner (USA), Carlos Peralta (ECU), Blanca Burns (USA) |

| 7. August 2024 21:30 Uhr | Spielbericht | Nigeria                                                                           | 74 – 88 | Vereinigte Staaten                                      | Bercy Arena, Paris Zuschauer: 12.437 Schiedsrichter: Viola Gyorgyi (NOR), Juan Fernandez (ARG), Yann Davidson (MAD) |
| 7. August 2024 21:30 Uhr | Spielbericht | Punkte pro Viertel: 17:26, 16:26, 15:24, 26:12 Punkte pro Halbzeit: 33:52, 41:36. |         |                                                         | Bercy Arena, Paris Zuschauer: 12.437 Schiedsrichter: Viola Gyorgyi (NOR), Juan Fernandez (ARG), Yann Davidson (MAD) |
| 7. August 2024 21:30 Uhr | Spielbericht | Punkte: Amukamara 19 Rebounds: Kunaiyi-Akpanah 8 Assists: Kalu 7                  |         | Punkte: Wilson 20 Rebounds: Wilson 11 Assists: Thomas 6 | Bercy Arena, Paris Zuschauer: 12.437 Schiedsrichter: Viola Gyorgyi (NOR), Juan Fernandez (ARG), Yann Davidson (MAD) |
| 7. August 2024 21:30 Uhr | Spielbericht |                                                                                   |         |                                                         | Bercy Arena, Paris Zuschauer: 12.437 Schiedsrichter: Viola Gyorgyi (NOR), Juan Fernandez (ARG), Yann Davidson (MAD) |

### Halbfinale
| 9. August 2024 17:30 Uhr | Spielbericht | Vereinigte Staaten                                                                | 85 – 64 | Australien                                                           | Bercy Arena, Paris Zuschauer: 11.919 Schiedsrichter: Gatis Salins (LAT), Viola Gyorgyi (NOR), Peter Praksch (HUN) |
| 9. August 2024 17:30 Uhr | Spielbericht | Punkte pro Viertel: 20:16, 25:11, 21:13, 19:24 Punkte pro Halbzeit: 45:27, 40:37. |         |                                                                      | Bercy Arena, Paris Zuschauer: 11.919 Schiedsrichter: Gatis Salins (LAT), Viola Gyorgyi (NOR), Peter Praksch (HUN) |
| 9. August 2024 17:30 Uhr | Spielbericht | Punkte: Stewart 16 Rebounds: Wilson 8 Assists: drei Spielerinnen je 5             |         | Punkte: Borlase 11 Rebounds: Smith 7 Assists: drei Spielerinnen je 3 | Bercy Arena, Paris Zuschauer: 11.919 Schiedsrichter: Gatis Salins (LAT), Viola Gyorgyi (NOR), Peter Praksch (HUN) |
| 9. August 2024 17:30 Uhr | Spielbericht |                                                                                   |         |                                                                      | Bercy Arena, Paris Zuschauer: 11.919 Schiedsrichter: Gatis Salins (LAT), Viola Gyorgyi (NOR), Peter Praksch (HUN) |

| 9. August 2024 21:00 Uhr | Spielbericht | Frankreich | 81 – 75 | Belgien                                                                     | Bercy Arena, Paris Zuschauer: 12.389 Schiedsrichter: Luis Miguel Castillo (ESP), Takaki Kato (JPN), Ariadna Chueca (ESP) |
| 9. August 2024 21:00 Uhr | Spielbericht | Punkte pro Viertel: 14:17, 17:19, 17:15, 18:15. Overtime/s: 15:9 Punkte pro Halbzeit: 31:36, 35:30.. Overtime/s: 15:9 |         |                                                                             | Bercy Arena, Paris Zuschauer: 12.389 Schiedsrichter: Luis Miguel Castillo (ESP), Takaki Kato (JPN), Ariadna Chueca (ESP) |
| 9. August 2024 21:00 Uhr | Spielbericht | Punkte: Williams 18 Rebounds: Rupert, Badiane 7 Assists: Johannès 5                                                   |         | Punkte: Meesseman 19 Rebounds: Meesseman 14 Assists: drei Spielerinnen je 6 | Bercy Arena, Paris Zuschauer: 12.389 Schiedsrichter: Luis Miguel Castillo (ESP), Takaki Kato (JPN), Ariadna Chueca (ESP) |
| 9. August 2024 21:00 Uhr | Spielbericht | |         |                                                                             | Bercy Arena, Paris Zuschauer: 12.389 Schiedsrichter: Luis Miguel Castillo (ESP), Takaki Kato (JPN), Ariadna Chueca (ESP) |

### Spiel um Bronze
| 11. August 2024 11:30 Uhr | Spielbericht | Belgien                                                                           | 81 – 85 | Australien                                                     | Bercy Arena, Paris Zuschauer: 11.968 Schiedsrichter: Amy Bonner (USA), Blanca Burns (USA), Jenna Reneau (USA) |
| 11. August 2024 11:30 Uhr | Spielbericht | Punkte pro Viertel: 19:20, 17:17, 25:23, 20:25 Punkte pro Halbzeit: 36:37, 45:48. |         |                                                                | Bercy Arena, Paris Zuschauer: 11.968 Schiedsrichter: Amy Bonner (USA), Blanca Burns (USA), Jenna Reneau (USA) |
| 11. August 2024 11:30 Uhr | Spielbericht | Punkte: Vanloo 26 Rebounds: Linskens 8 Assists: Vanloo 11                         |         | Punkte: Magbegor 30 Rebounds: Magbegor 13 Assists: Melbourne 7 | Bercy Arena, Paris Zuschauer: 11.968 Schiedsrichter: Amy Bonner (USA), Blanca Burns (USA), Jenna Reneau (USA) |
| 11. August 2024 11:30 Uhr | Spielbericht |                                                                                   |         |                                                                | Bercy Arena, Paris Zuschauer: 11.968 Schiedsrichter: Amy Bonner (USA), Blanca Burns (USA), Jenna Reneau (USA) |

### Finale
| 11. August 2024 15:30 Uhr | Spielbericht | Frankreich                                                                       | 66 – 67 | Vereinigte Staaten                                          | Bercy Arena, Paris Zuschauer: 12.126 Schiedsrichter: Boris Krejic (SLO), Viola Gyorgyi (NOR), Martin Vulic (CRO) |
| 11. August 2024 15:30 Uhr | Spielbericht | Punkte pro Viertel: 9:15, 16:10, 18:20, 23:22 Punkte pro Halbzeit: 25:25, 41:42. |         |                                                             | Bercy Arena, Paris Zuschauer: 12.126 Schiedsrichter: Boris Krejic (SLO), Viola Gyorgyi (NOR), Martin Vulic (CRO) |
| 11. August 2024 15:30 Uhr | Spielbericht | Punkte: Williams 19 Rebounds: Williams 7 Assists: Badiane 3                      |         | Punkte: Wilson 21 Rebounds: Wilson 13 Assists: Plum, Gray 4 | Bercy Arena, Paris Zuschauer: 12.126 Schiedsrichter: Boris Krejic (SLO), Viola Gyorgyi (NOR), Martin Vulic (CRO) |
| 11. August 2024 15:30 Uhr | Spielbericht |                                                                                  |         |                                                             | Bercy Arena, Paris Zuschauer: 12.126 Schiedsrichter: Boris Krejic (SLO), Viola Gyorgyi (NOR), Martin Vulic (CRO) |

## Auszeichnungen
| All-Star Five   | All-Second Team |
| --------------- | --------------- |
| Gabby Williams  | Ezinne Kalu     |
| Breanna Stewart | Julie Vanloo    |
| Alanna Smith    | Satou Sabally   |
| Emma Meesseman  | Valeriane Ayayi |
| A’ja Wilson     | Ezi Magbegor    |

- Most Valuable Player (MVP):  A’ja Wilson
- Rising Star:[3]  Jade Melbourne
- Best Defensive Player:[4]  Gabby Williams
- Best Coach:[5]  Rena Wakama

## Rangliste
Die offizielle Rangliste der teilnehmenden Teams wurde nach den folgenden Kriterien ermittelt:
- Rang 1 bis 4: Ergebnisse der Medaillenspiele,
- Rang 5 bis 8: Bilanz der im Viertelfinale ausgeschiedenen Teams,
- Rang 9 bis 12: Bilanz der in der Gruppenphase ausgeschiedenen Teams.

| Rang   | Team                | Sp. | S | N |
| ------ | ------------------- | --- | - | - |
| Gold   | Vereinigte Staaten  | 6   | 6 | 0 |
| Silber | Frankreich          | 6   | 4 | 2 |
| Bronze | Australien          | 6   | 4 | 2 |
| 4      | Belgien             | 6   | 2 | 4 |
| 5      | Spanien             | 4   | 3 | 1 |
| 6      | Serbien             | 4   | 2 | 2 |
| 7      | Deutschland         | 4   | 2 | 2 |
| 8      | Nigeria             | 4   | 2 | 2 |
| 9      | Volksrepublik China | 3   | 1 | 2 |
| 10     | Puerto Rico         | 3   | 0 | 3 |
| 11     | Kanada              | 3   | 0 | 3 |
| 12     | Japan               | 3   | 0 | 3 |